# Papa Westray
Papa Westray, também conhecida como Papay, é uma das ilhas Órcades, na Escócia. Tinha 90 habitantes em 2011.
Na ponta norte da ilha encontra-se North Hill. A 49 metros de altitude, é o ponto mais alto da ilha e uma reserva natural da Royal Society for the Protection of Birds. Muitas aves marinhas procriam na ilha, incluindo a gaivinha-do-ártico e o moleiro-parasítico. Foi um dos últimos lugares onde o arau-gigante (hoje extinto) pode ser encontrado; o último indivíduo foi morto em 1813.
Um grande ponto de atração é o Knap of Howar, um assentamento agrícola do Neolítico que se crê ser a casa de pedra mais antiga conservada no noroeste da Europa.

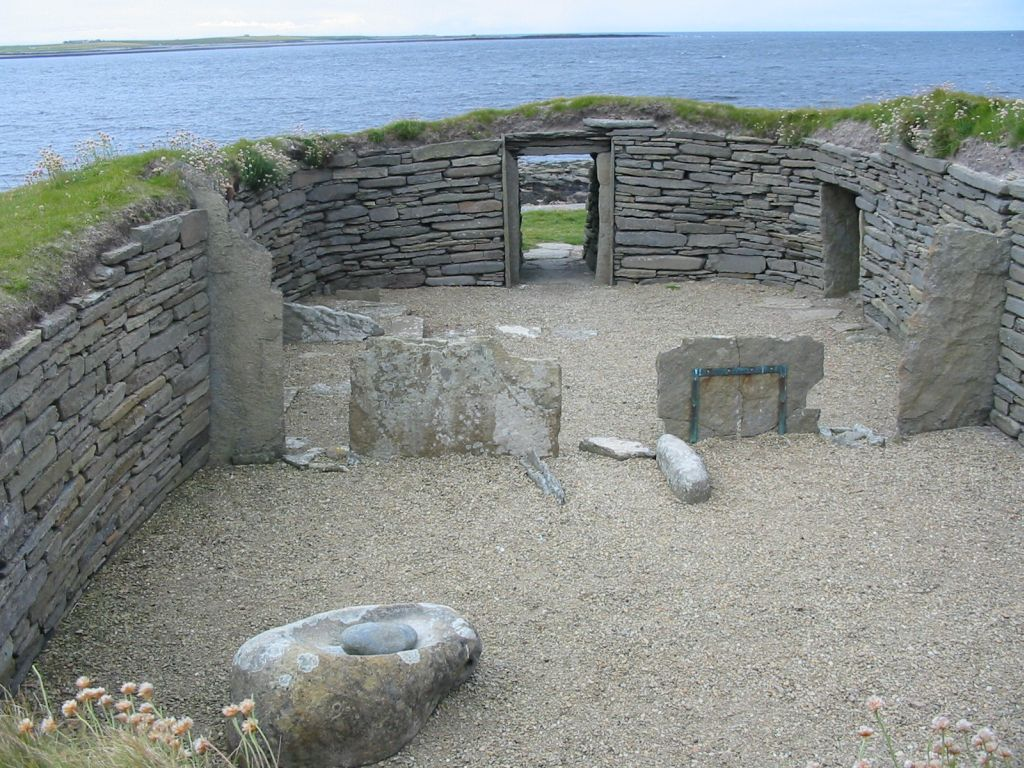
A casa principal do Knap of Howar